# Silvestro Ganassi

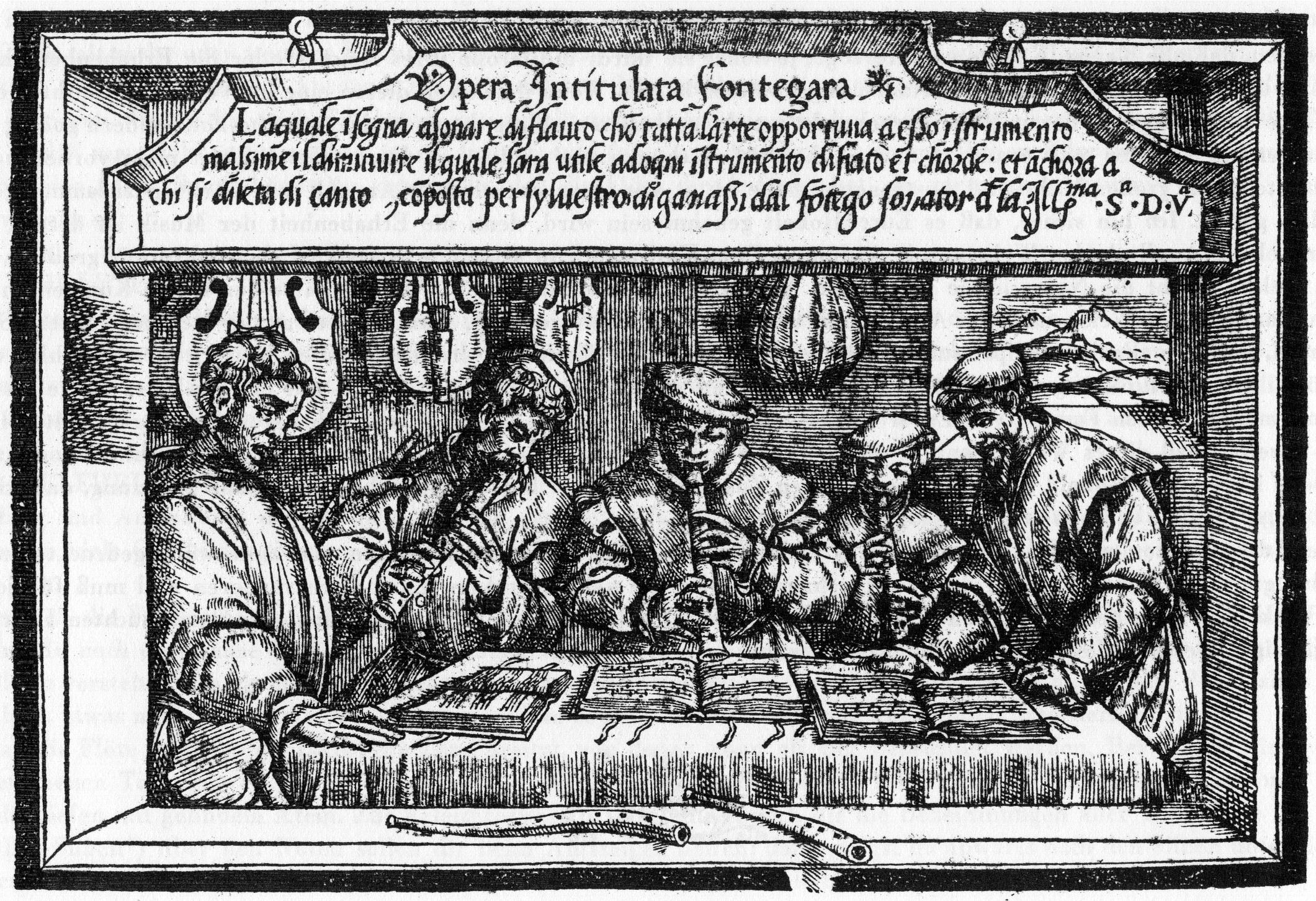
Titelbild der Fontegara

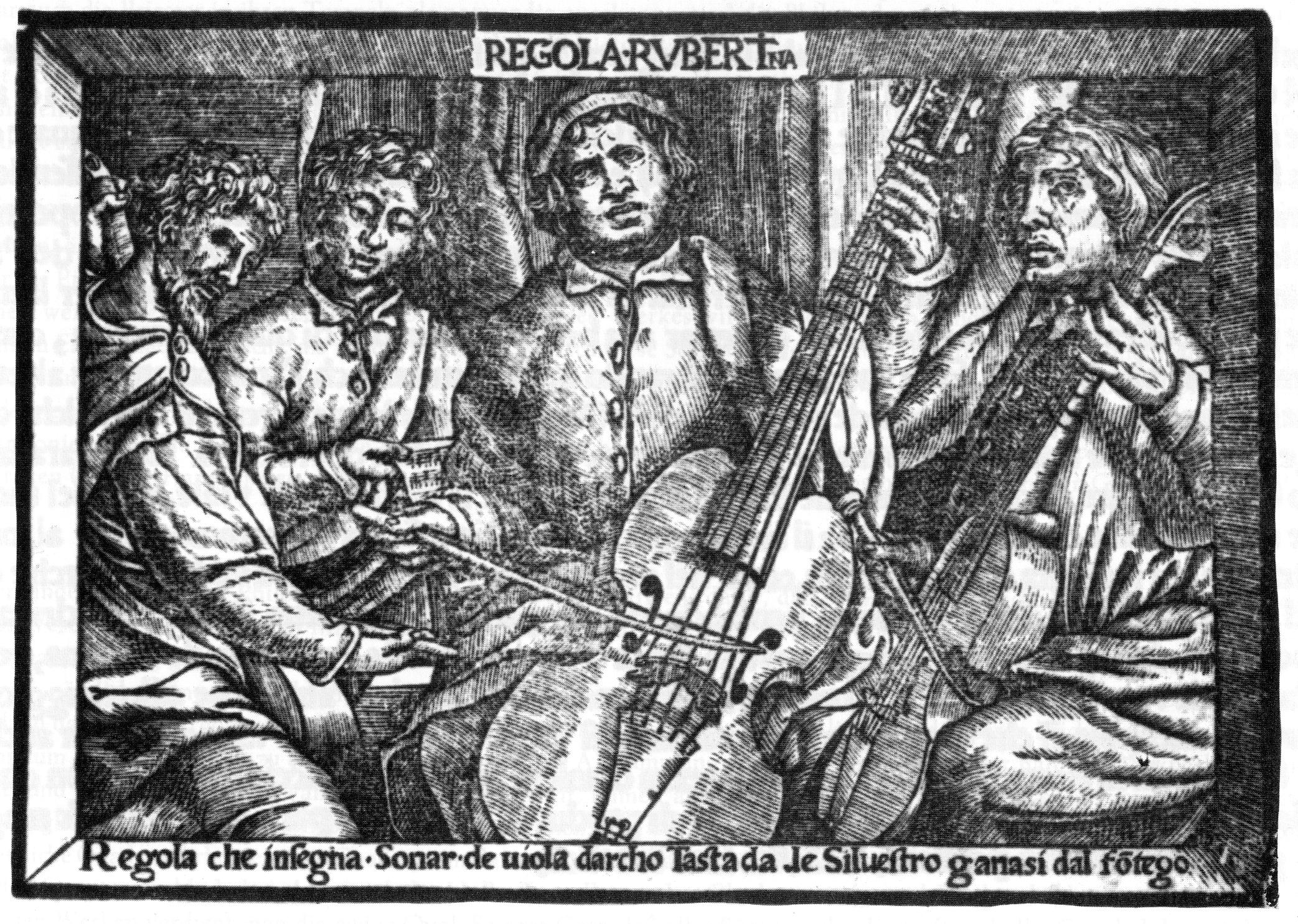
Titelbild der Regola Rubertina

Silvestro Ganassi dal Fontego (* 1492 in Fontego bei Venedig; † nach 1542; auch Sylvestro (di) Ganassi dal Fontego) war ein italienischer Viola-da-Gamba- und Blockflötenspieler.

## Leben
Silvestro Ganassi wirkte in Venedig als Hofmusiker des Dogen sowie bis 1535 als Instrumentalist am Markusdom. Er verfasste ein bedeutendes Lehrbuch für das Spiel der Blockflöte und zwei Lehrwerke für die Viola da Gamba.

## Werke

### „La Fontegara“
1535 gab er im Eigenverlag das Lehrwerk Opera Intitulata Fontegara heraus. Es befasst sich mit dem Spiel und der Diminutionspraxis der Blockflöte.

„Wie kein anderes Werk der Zeit vermittelt sie Einblick in eine erstaunlich hohe Kultur des Blockflötenspiels und läßt in Ganassi einen erstrangigen Spieler vermuten, der sein Instrument virtuos beherrschte und mit ihm bis in die letzte Feinheit vertraut war.“

Ganassi empfiehlt für die Artikulation verschiedene Silben, darunter „Tere“, „Lere“ oder „Chara“, die variiert und zu Silbenkombinationen gereiht werden. Er nennt unter anderem Dacha deche dichi docho duchu oder Chara chare chari charo charu. Auch beschreibt er den Ansatz ohne Zungenstoß, welchen er „Kopfansatz“ (lingua di testa) nennt. Den üblichen Umfang der Blockflöte der damaligen Zeit erweitert er nach eigenen Angaben durch neugefundene Griffe um sieben Töne. Er nutzt oft Halbdeckungen und weist darauf hin, dass sich der Spieler durch differenzierte Griffe den unterschiedlichen Bauweisen der Flöten anpassen solle. Den Diminuitionen liegen einfache Melodiemodelle zugrunde, zu denen er von einfachen Variationen bis zu rhythmisch sehr komplexen Koloraturen Beispiele gibt.

### „Regola Rubertina“ und „Lettione Seconda“
Die Ruberto Strozzi gewidmete Regola Rubertina („Rubertinische Regel“) erschien 1542. Im darauffolgenden Jahr erschien die Neri Capponi gewidmete Lettione Seconda („Zweite Lektion“). Sie wurden im Eigenverlag publiziert und gehören zu den frühesten Abhandlungen über die Viola da Gamba. Sie gelten als die erste bisher bekannte systematische Gambenschule, wobei Lettione Seconda zusätzlich einige Kapitel über das Spiel auf der Laute beinhaltet. Inhalte beider Werke sind u. a. Stimmung der Saiten, Einrichtung der Bünde, Fingersatz und Bogenführung. Für die Praxis des Diminuierens verweist er auf die Fontegara. In Kapitel 10 bezeichnet er den Bass als die „wichtigste“ und „würdigste“ Stimme, wofür er klangliche, arithmetische und theologische Argumente anführt.

### Neuausgaben
- Sylvestro Ganassi: Schule des kunstvollen Flötenspiels und Lehrbuch des Diminuierens. Herausgegeben von Hildemarie Peters. Verlag Robert Lienau, Berlin 1956.
- Sylvestro Ganassi: Regola Rubertina. Herausgegeben von Hildemarie Peters. Verlag Robert Lienau, Berlin 1971.